# Katastrofa kolejowa w Kaljub
Katastrofa kolejowa w Kaljub miała miejsce 21 sierpnia 2006 roku w pobliżu miejscowości Kaljub w muhafazie Al-Kaljubijja w Egipcie, ok. 20 km na północ od Kairu. W wyniku kolizji dwóch przepełnionych składów, życie straciło według oficjalnych statystyk 58 osób, a 150 zostało rannych.

## Przebieg wydarzeń
Wypadek zdarzył się ok. godz. 7 rano (6 rano czasu polskiego) w pobliżu miasta Kaljub, składy pociągów jechały po jednym torze w tym samym kierunku. Jeden z nich udawał się z Mansury do Kairu, drugi powracał z Banhy. Do zderzenia doszło, gdy jeden z nich wjechał w tył drugiego, co spowodowało wykolejenie i przewrócenie się pociągu, którym większości jechali robotnicy do pracy w Kairze i okolicy.
Po katastrofie, dyrektor Egyptian National Railways Hanafi Abdel Qawi poinformował, iż przyczyną wypadku była awaria sygnalizacji. Rodziny ofiar otrzymały odszkodowanie po 5000 EGP (funtów egipskich) (ok. 870 USD), a ranni pasażerowie po 1000 funtów egipskich.